# Marsoroligheterna
Marsoroligheterna var flera upplopp som utspelade sig i Stockholm under mars 1848. Orsakerna till upploppen var flera. Runt om i städerna i Europa var det våldsamma oroligheter efter februarirevolutionen den 2 mars i Paris. Arbetslösheten och fattigdomen i Stockholm var mycket stor och det fanns krav på stopp för sänkningarna på importtullarna för att minska den internationella konkurrensen som hotade lokala hantverkare och svenska företag men även krav på återgång till skråväsendet, rösträttsreformer sociala reformer och i viss mån även republik. Orsakerna till upploppen var komplexa och i alla läger fanns både radikala, liberala och konservativa grupper som bildade allianser för att få igenom förändringar eller hindra att vissa förändringar genomfördes.

## Förlopp
Den 2 mars 1848 fick Stockholm de första nyheterna om den franska februarirevolutionen. På morgonen lördagen den 18 mars hittade polisen på flera ställen i staden proklamationer och dokument som vände sig emot myndigheterna, krävde reformer, allmän valrätt och att man skulle samlas på Brunkebergstorg där det på eftermiddagen samma dag skulle hållas en reformbankett i De la Croix stora sal. Banketten samlade cirka 400 reformivrare som krävde representationsreformer och politiskt inflytande för den nya och växande medelklassen. På grund av de enstaka uppviglande proklamationer som återfunnits i staden under de senaste dagarna och på grund av utvecklingen i Europa efter Februarirevolutionen hade militären och polisen mobiliserat i Stockholm, under ledning av överståthållare Jakob Wilhelm Sprengtporten och polismästare Bengt Carl Bergman, varför det på eftermiddagen den 18 mars fanns extra mycket soldater ute på Stockholms gator. Vid sextiden på eftermiddagen hade ett hundratal personer samlats utanför De la Croix stora sal på Brunkebergstorg. Folkmassan hurrade och skrek "leve reformen!". När reformbanketten var över återvände de flesta deltagarna hem men några stannade kvar, som kontorsskrivaren vid riksbankens depositionsavdelning Carl Gustav Almgren och före detta guldsmeden Jacob Lenholm, och dessa herrar blandade sig med folkmassan på torget. Vid cirka halv åtta började den uppretade folkmassan röra sig mot staden och Storkyrkobrinken. På vägen anslöt sig fler och fler – de flesta på grund av nyfikenhet. Vittnen har berättat att gruppen anfördes av ett fåtal som skrek "Hartmansdorff! Gå på gossar!" Den med tiden allt mer konservativa politikern August von Hartmansdorff ansågs vid tiden ha skuld i de Crusenstolpska kravallerna tio år tidigare, vilket gjorde honom till en folkfiende. Det fanns dessutom en mängd osanna rykten, som att han var ansvarig för att ha upphävt skråväsendet och sänkt importtullarna. Vad som dock var sant var att han var en stark motståndare till att utöka rösträtten.
Kvart i åtta påbörjades stenkastningen mot Hartmansdorffs hus. Den uppretade folkmassan krossade fönster och försökte ta sig in i huset. Det var mellan 30 och 40 personer som var mest aktiva i attacken mot huset. Polis på plats försökte avstyra men blev också utsatta för stenkastning, och försökte då få understöd från militären men överståthållare Sprengtporten var, tillsammans med bland andra Kung Oscar I, på en föreställning med Jenny Lind på operan. Först klocka åtta fick överståthållare reda på vad som höll på att ske och ungefär halv nio red 50 gardister över Storkyrkobrinken och föste folket framför sig, trots stenkastning. Efter kavalleriet kom 50 man ur Svea Livgarde och ytterligare 50 soldater för att säkra Hartmansdorffs hus och Storkyrkobrinken och för att med fällda bajonetter jaga efter den stora folkmassan som förflyttat sig till Riddarhustorget. Folkmassan lät sig inte stoppas utan snart fortsatte bombardemanget med stenar av Hartmansdorffs hus, poliser och soldater.
Kavalleriet gjorde chocker mot massan med blanka vapen. Folk högs ned, skadades svårt och dödades. Stenkastningen fortsatte ändå och snart började militären att skjuta skarpt. Klockan nio fick Kung Oscar I reda på vad som skedde som begav sig mot slottet tillsammans med sina söner, och red ut mellan slottet och Storkyrkan där han omringades av en upphetsad folkmassa, som bland annat krävde att polisen skulle släppa de som gripits under kvällen. Kungen tog del av deras klagomål och gav därefter order att de som hade arresterats skulle frisläppas. De församlade hurrade för kungen och demonstrationen upplöstes. Sedan kungen lämnat platsen rörde sig en stor grupp vidare och på Gustav Adolfs torg, på Drottninggatan och på Blasieholmen började vissa kasta sten på fönster, bland annat hos prästståndets ledare ärkebiskop Carl Fredrik af Wingård. Under denna förflyttning gjorde hästgardister flera chocker mot folkmassorna och många höggs ned, men stenarna fortsatte att hagla och många soldater skadades och de tvingades retirera. När överståthållare Sprengtporten lyckades få de sista två arresterade personerna frisläppta lugnade sig stora delar av massorna, men oroligheterna fortsatte fram till ungefär midnatt.
Följande dag, söndagen den 19 mars, fortsatte oroligheterna. Enligt ett tillförlitligt vittne hade minst 1000 fönster krossats under lördagen. En mängd rykten florerade. Militären och polisen rustade sig och sattes i alarmberedskap. Vid högvakten sattes två kanoner upp och vapenförråd bevakades. Hartmansdorff sattes i säkerhet. På eftermiddagen satte sig en större grupp främst yngre män, i rörelse. Stenkastning inleddes och ett Schweizeri som drevs av en judisk konditor plundrades. Den senare händelsen fick ryktena att sprida sig och snart talades det om att horder drog fram och plundrade alla butiker på Drottninggatan. Ryktet nådde slottet vilket fick regeringen att reagera med kraft. Trupper kommenderades ut på gatorna och koncentrerades till vissa platser runt om i staden. En kungörelse av Sprengtporten spreds över staden om att det rådde utegångsförbud mellan klockan tio på kvällen och fem på morgonen, och att militären skulle bruka vapen för att stävja våld och stenkastning. Människor samlades ändå i centrum på Gustav Adolfs Torg, Stortorget, Riddarhustorget, Mynttorget och Storkyrkobrinken. När de på kvällen inte följde befallningen att skingras ryckte en kavalleritrupp fram och gjorde flera kavallerichocker, men stenkastningen fortsatte och nu även skott mot soldaterna. Kungen gav då order om att ge eld. Sedan följde en flera timmar lång gatustrid och på vissa platser byggde folk barrikader. Häktena överfylldes. Åtta personer dog den kvällen, tio personer senare på Serafimerlasarettet och hundratals sårades. Slutlig dödssiffra kan ha varit ett trettiotal personer. Många sköts bakifrån. 80 soldater skadades, några med skottskador men främst av stenkastning. Framåt midnatt var upploppet över.
Hos stadens borgerskap bildades beväpnade skyddskårer som fungerade som ordningsvakter men måndagen blev lugn. På tisdagen, den 21 mars, anlände enheter ur armén, 3500 infanteri och 500 man kavalleri, för att finnas till hands om oroligheterna skulle blossa upp igen.

## Efterspel
Av de 50-tal gripna personer släpptes ett 30-tal redan efter en vecka. Polisen sökte efter uppviglare som påstods ha delat ut pengar och brännvin, men detta gick aldrig att bevisa. Bland de som dömdes till de hårdaste straffen efter upploppen fanns guldsmeden Jacob Lenholm som dömdes till lagens hårdaste kroppsstraff, vilket innebar fängelse på vatten och bröd i 28 dagar. Under hösten undersökte justitieombudsmannen hur överståthållare Jakob Wilhelm Sprengtporten och polismästare Bengt Carl Bergman skött sina åliggande. Det ansågs att Sprengtporten agerat slapphänt och han tvingades begära avsked. Rättegången mot dem ledde dock till att båda friades. En ny lag inrättades vilket gjorde att vissa dömdes retroaktivt, bland annat fick Lenholm fyra år på fästning, men det sänktes sedan till två års straffarbete. Huruvida upploppen enbart var uttryck för folkligt missnöje eller om det fanns en organisation bakom är omdiskuterat. Det finns indicier som kopplar vissa aktiva personer i upploppet till den lilla kommunistiska gruppering i Stockholm som fanns runt Per Götrek, men vad deras roll spelade är oklart.

## Bilder

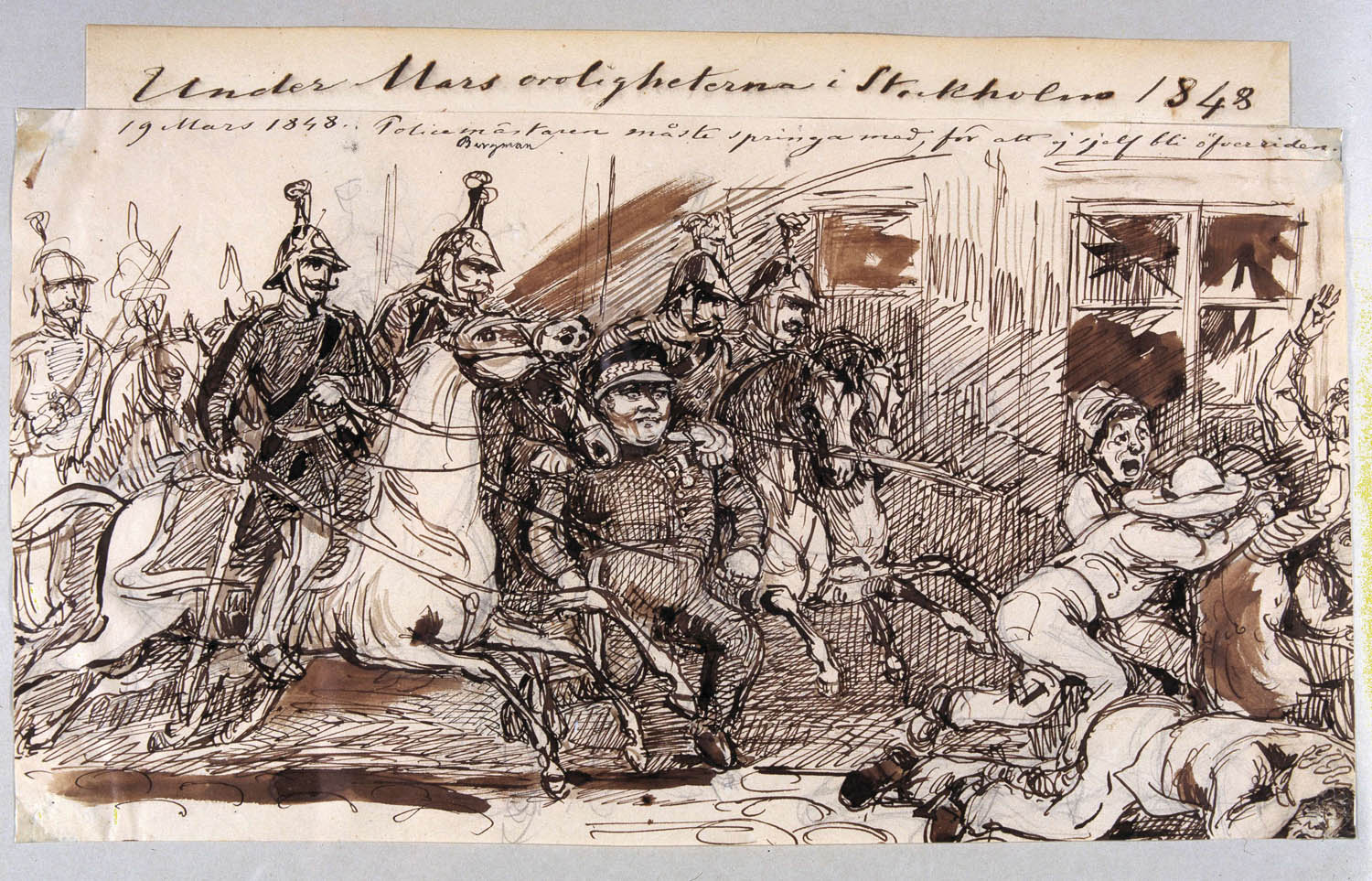
Under Marsoroligheterna i Stockholm 1848. Samtida färglagd teckning utförd av Fritz von Dardel.
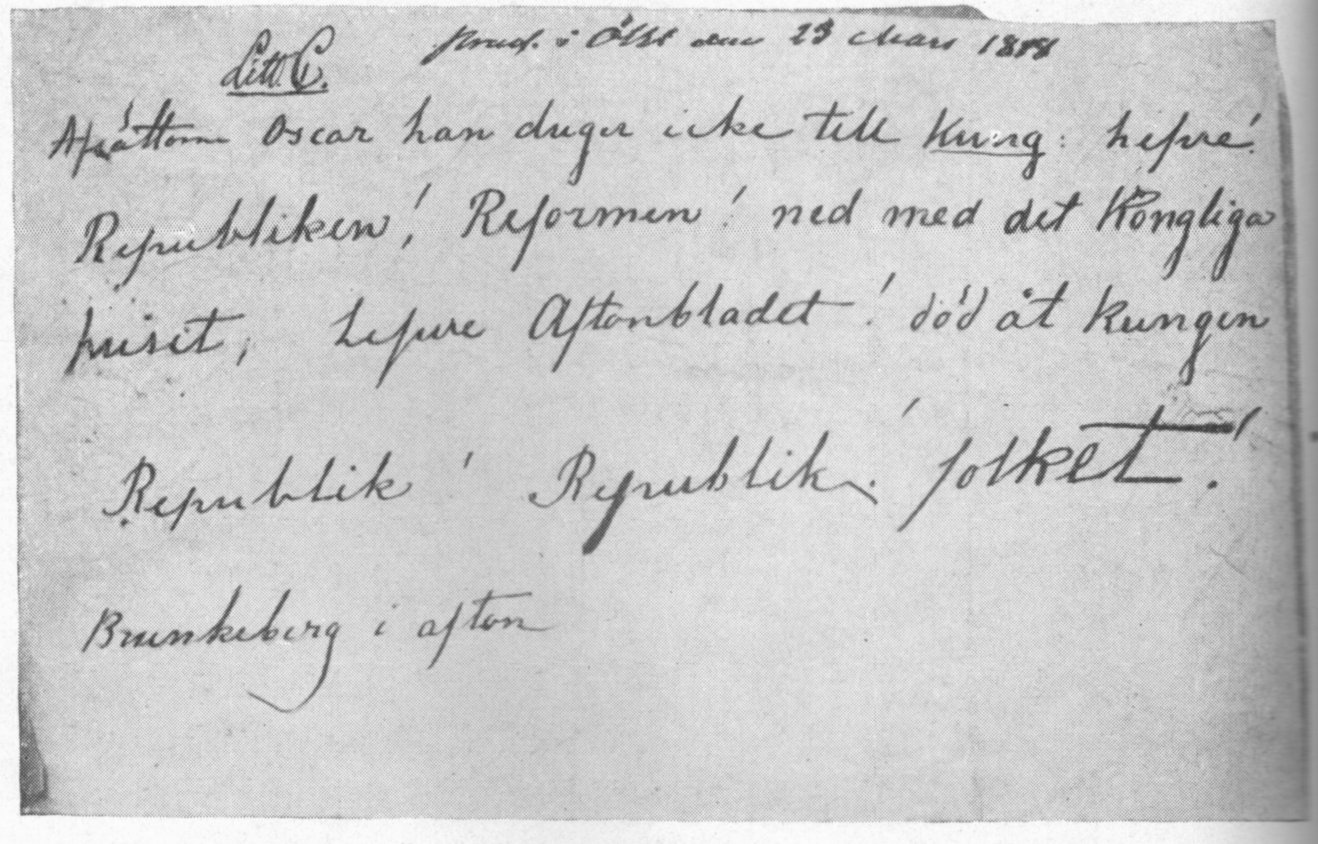
Upprop som spreds vid marsoroligheterna i Stockholm 1848. "Afsättom Oscar han duger icke till kung hellre Republiken! Reformen! ned med det Kongliga huset, lefve Aftonbladet! död åt kungen / Republik Republik folket. Brunkeberg i afton".